# ورزشگاه دانشگاه چولالونگ کورن
ورزشگاه دانشگاه چولالونگ کورن (به لاتین: Chulalongkorn University Stadium) یک ورزشگاه در تایلند است که در بانکوک واقع شده‌است.